# Distretto di Cajay
Il distretto di Cajay è un distretto del Perù nella provincia di Huari (regione di Ancash) con 3.018 abitanti al censimento 2007 dei quali 637 urbani e 2.381 rurali.
È stato istituito fin dall'Indipendenza del Perù.